# Steven de Jongh
Steven de Jongh é um ex-ciclista profissional holandês, nascido a 25 de novembro de 1973 em Alkmaar, Holanda Setentrional.
Estreou como profissional em 1996 com a equipa TVM.
A partir de 2010 passou a fazer parte da equipa Team Sky como diretor desportivo. Em 2013, alinhou pela Team Saxo-Tinkoff como diretor desportivo.

## Palmarés
| 1997 - 1 etapa da Volta a Burgos - 1 etapa do Tour de l'Avenir 1998 - 1 etapa da Estrela de Bessèges - Volta à Suécia, mais 1 etapa 1999 - 1 etapa da Tirreno-Adriático - 1 etapa da Volta a Galiza - 1 etapa da Volta a Castela e Leão - 1 etapa do Giro da Província de Lucca 2000 - Veenendaal-Veenendaal - Henk Vos Memorial - Schaal Sels - Prêmio Nacional de Clausura 2001 - Veenendaal-Veenendaal 2002 - Rund um den Flughafen Köln-Bonn - 2 etapas do Postgirot Open - 1 etapa da Volta aos Países Baixos - Schaal Sels | 2003 - E3-Prijs Harelbeke - 1 etapa dos Três Dias da Panne - Schaal Sels 2004 - Kuurne-Bruxelas-Kuurne 2005 - Nokere Koerse - 2º no Campeonato dos Países Baixos de Ciclismo em Estrada 2006 - 1 etapa dos Três dias da Panne - Delta Profronde 2007 - GP Albéric - Circuito de Houtland - Circuit de l'Escaut 2008 - Kuurne-Bruxelas-Kuurne - 3º no Campeonato dos Países Baixos de Ciclismo em Estrada - Tour de Rijke 2009 - Campeonato de Flandres |

## Equipas

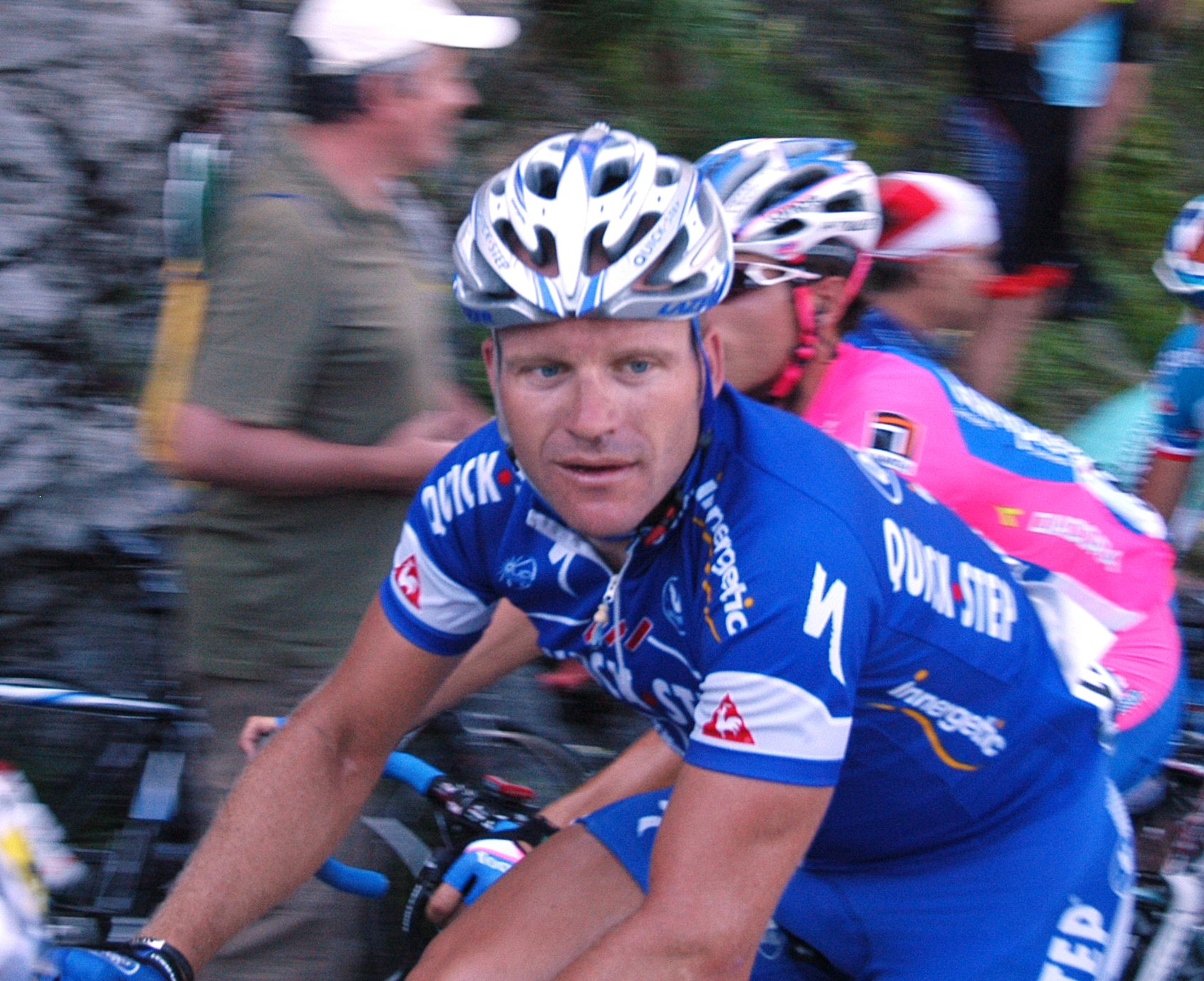
Steven de Jongh durante a disputa do Tour de France de 2007.

- TVM (1996-1999)
- Rabobank (2000-2005)
- Quick Step (2006-2008)